# Unterseeboot 413
Le Unterseeboot 413 (ou U-413) est un sous-marin allemand (U-Boot) type VII C utilisé par la marine de guerre allemande pendant la Seconde Guerre mondiale
Il est commandé à la mi-1942, avec l'Oberleutnant zur See Gustav Poel comme commandant. Poel, promu Kapitänleutnant, l'a commandé jusqu'au 19 avril 1944, quand il est relayé par l'Oberleutnant zur See Dietrich Sachse qui commande l'U-413 jusqu'à son naufrage.
L'U-413 est construit par le chantier naval de Gdansk, le Danziger Werft, lancé le 15 janvier 1942 et mis en service le 3 juin 1942. Il effectue huit patrouilles. Il coule six navires totalisant 37 985 tonnes.
Il est coulé le 20 août 1944 dans la Manche à la position géographique 50° 21′ N, 0° 01′ O au sud de Bighton, par les charges de profondeur du destroyer HMS Wensleydale et des destroyers HMS Forester et HMS Vidette.
Parmi les 46 membres de l'équipage, 45 sont morts et un a survécu.

## Affectations successives
- 8. Unterseebootsflottille à Gdańsk du 3 juin au 31 octobre 1942 (entrainement)
- 1. Unterseebootsflottille à Brest du 1er novembre 1942 au 20 août 1944 (service actif)

## Commandement
- Oberleutnant zur See, puis Kapitänleutnant Gustav Poel du 3 juin 1942 au 19 avril 1944
- Oberleutnant zur See Dietrich Sachse du 20 avril au 20 août 1944

## Carrière
L'U-413 a réalisé huit patrouilles, sept achevées.

### Première et seconde patrouilles
Le sous-marin a quitté Kiel le 22 octobre 1942, pour sa première patrouille.
Le 14 novembre 1942, il a coulé le Warwick Castel, un navire de transport de troupes britannique de 20 107 tonnes (un des plus grands navire coulés dans la Seconde Guerre mondiale). À 8 h 44, le navire sous le commandement de Henry Richard Leepman-Shaw, le convoi MKF-1X a été frappé par l'une des deux torpilles tirées par l'U-413, à environ 200 milles au nord-ouest de cap Espichel, au Portugal. Le sous-marin a de nouveau frappé à 8 h 57 du matin, le navire de convoi a coulé environ une heure plus tard. Le capitaine Leepman-Shaw, 61 membres d'équipage et 34 personnels de service sont morts. 201 membres d'équipage, 29 canonniers et 131 personnels de service ont été secourus par le HMS Achates, le HMS Vansittart (en), le NCSM Louisburg, et le MV Leinster. Le navire était en convoi KMF-1 pour l'opération Torch (l'invasion de l'Afrique du Nord).
Le 19 novembre 1942, l'U-413 a été attaqué par un avion britannique Lockheed Hudson avec cinq bombes et a été endommagé si violemment qu'il a dû retourner à une nouvelle base, Brest en France occupée.
Sa deuxième patrouille a été marquée par le naufrage du navire américain West Portal au beau milieu de l'Atlantique, le 5 février 1943, il n'y a pas eu de survivants. L'U-413 a également attaqué et coulé le navire grec Mount Mycale le 22 février 1943, au nord-est de Terre-Neuve.

### Troisième et Quatrième Patrouilles
Sa troisième patrouille a commencé à Brest le 29 mars 1943, une fois de plus pour l'Atlantique. Là, l'U-413 a coulé le navire britannique Wanstead au sud du Groenland le 21 avril 1943, dont les survivants ont été recueillis par la corvette HMS Poppy et le navire britannique de lutte anti-sous-marine HMS Northern Gift.
Sa quatrième sortie a été un échec, elle a été divisée en trois parties, mais elle n'a réussi à couler aucun navire.

### Cinquième et Sixième Patrouilles
Le 21 avril 1944, l'U-413 a coulé le destroyer britannique de 1 100 tonnes HMS Warwick à environ 15 milles au large de Trevose Head, au nord des Cornouailles. La sixième fut la dernière patrouille avec Poel pour commandant. Poel, au retour de la sixième patrouille a été muté à la « Marineschule Mürwik » (académie navale de Mürwik), à Flensburg.

### Septième patrouille et naufrage
Sa dernière victoire fut lorsque l'U-413 a coulé le navire britannique Saint-Enogat le 19 août 1944 dans la Manche.
L' U-413 n'a pas subi de pertes jusqu'à 20 août 1944, quand il a été coulé dans la Manche, par les grenades du destroyer britannique HMS Wensleydale et des destroyers HMS Forester et HMS Vidette. 45 membres de son équipage ont été tués, un survécut.
L'épave du submersible a été localisée et identifiée par l'archéologue marin Innes McCartney en 2000 à proximité de la position officielle du naufrage.

### Résulé des patrouilles
|       | Commandant            | Départ            | Départ   | Arrivée           | Arrivée  | Jours     | Succès   |
| ----- | --------------------- | ----------------- | -------- | ----------------- | -------- | --------- | -------- |
| 1     | Oblt. Gustav Poel     | 22 octobre 1942   | Kiel     | 24 octobre 1942   | Marviken | 3 jours   |          |
| →     | Oblt. Gustav Poel     | 28 octobre 1942   | Marviken | 25 novembre 1942  | Brest    | 29 jours  | 20 107   |
| 2     | Oblt. Gustav Poel     | 27 décembre 1942  | Brest    | 17 février 1943   | Brest    | 53 jours  | 8 932    |
| 3     | Kptlt. Gustav Poel    | 29 mars 1943      | Brest    | 13 juin 1943      | Brest    | 77 jours  | 5 486    |
| 4     | Kptlt. Gustav Poel    | 4 septembre 1943  | Brest    | 5 septembre 1943  | Brest    | 2 jours   |          |
| →     | Kptlt. Gustav Poel    | 8 septembre 1943  | Brest    | 18 septembre 1943 | Brest    | 11 jours  |          |
| →     | Kptlt. Gustav Poel    | 27 septembre 1943 | Brest    | 28 septembre 1943 | Brest    | 2 jours   |          |
| →     | Kptlt. Gustav Poel    | 2 octobre 1943    | Brest    | 21 novembre 1943  | Brest    | 51 jours  |          |
| 5     | Kptlt. Gustav Poel    | 269 janvier 1944  | Brest    | 27 mars 1944      | Brest    | 62 jours  | 1 100    |
| 6     | Oblt. Dietrich Sachse | 6 juin 1944       | Brest    | 9 juin 1944       | Brest    | 4 jours   |          |
| 7     | Oblt. Dietrich Sachse | 2 août 1944       | Brest    | 20 août 1944      | Coulé    | 19 jours  | 2 360    |
| Total | Total                 | Total             | Total    | Total             | Total    | 313 jours | 37 985 t |

Note : Oblt. = Oberleutnant zur See - Kptlt. = Kapitänleutnant 

### OpérationsWolfpack
L'U-390 a opéré avec les Wolfpacks (meute de loups) durant sa carrière opérationnelle.
1. Westwall (8 novembre 1942 - 19 novembre 1942)
2. Jaguar (10 janvier 1943 - 31 janvier 1943)
3. Pfeil (1er février 1943 - 9 février 1943)
4. Adler (11 avril 1943 - 13 avril 1943)
5. Meise (13 avril 1943 - 27 avril 1943)
6. Star (27 avril 1943 - 4 mai 1943)
7. Fink (4 mai 1943 - 6 mai 1943)
8. Naab (12 mai 1943 - 15 mai 1943)
9. Donau 2 (15 mai 1943 - 26 mai 1943)
10. Schlieffen (14 octobre 1943 - 22 octobre 1943)
11. Siegfried (22 octobre 1943 - 27 octobre 1943)
12. Siegfried 2 (27 octobre 1943 - 30 octobre 1943)
13. Körner (30 octobre 1943 - 2 novembre 1943)
14. Tirpitz 2 (2 novembre 1943 - 8 novembre 1943)
15. Eisenhart 8 (9 novembre 1943 - 11 novembre 1943)

## Historique des raids
| Date             | Nom            | Pavillon    | Tonnage (GRT) | Faits |
| ---------------- | -------------- | ----------- | ------------- | ----- |
| 14 novembre 1942 | Warwick Castle | Royaume-Uni | 20,107        | Coulé |
| 22 janvier 1943  | Mount Mycale   | Grèce       | 3,556         | Coulé |
| 5 février 1943   | West Portal    | États-Unis  | 3,556         | Coulé |
| 21 avril 1943    | Wanstead       | Royaume-Uni | 5,486         | Coulé |
| 21 avril 1944    | HMS Warwick    | Royaume-Uni | 1,100         | Coulé |
| 19 août 1944     | Saint Enogat   | Royaume-Uni | 2,360         | Coulé |

## Anecdotes
La nouvelle de Neal Stephenson intitulée Cryptonomicon dispose d'un U-boat 413 qui n'est pas celui qui a existé mais un U-413 fictif, un U-boat Type XIV.

### Source et bibliographie
- (en) Cet article est partiellement ou en totalité issu de l’article de Wikipédia en anglais intitulé « German submarine U-413 » (voir la liste des auteurs).
- Chris Bishop, historien militaire (trad. de l'anglais par Christian Muguet), Les sous-marins de la Kriegsmarine : 1939-1945 : le guide d'identification des sous-marins [« The spellmount submarine identification guide : Kriegsmarine U-boats 1939-1945 »], Paris, Éd. de Lodi, 2008, 192 p. (ISBN 978-2-84690-327-1, OCLC 470721805, BNF 41298980)
- (en) Innes McCartney, Lost Patrols : Submarine Wrecks of the English Channel, 2002